# Боливија (Северна Каролина)
Боливија (енгл. Bolivia) град је у америчкој савезној држави Северна Каролина.

## Демографија
По попису из 2010. године број становника је 143, што је 5 (-3,4%) становника мање него 2000. године.
| Група             | 2000.       | 2010.       |
| Белци             | 143 (96,6%) | 127 (88,8%) |
| Афроамериканци    | 2 (1,4%)    | 12 (8,4%)   |
| Азијати           | 0 (0,0%)    | 0 (0,0%)    |
| Хиспаноамериканци | 0 (0,0%)    | 0 (0,0%)    |
| Укупно            | 148         | 143         |